# Amandine Buchardová
Amandine Buchardová (* 12. července 1995 Bagnolet) je francouzská zápasnice–judistka afrokaribského původu.

## Sportovní kariéra
Její rodina pochází z karibského ostrova Martinik. S judem začínala v 6 letech na předměstí Paříže v Noisy-le-Sec pod vedením manželů Mouetteových. Poprvé na sebe upoutala pozornost vítězstvím na listopadovém mistrovství Francie v roce 2012. Od roku 2013 se připravuje se v pařížském profesionálním klubu RSC Champigny pod vedením Philippa Sudreho a jeho asistentů (Barbara Harelová). Od téhož roku se pohybovala ve francouzské ženské reprezentaci v superlehké váze do 48 kg. Před olympijskou sezonou 2016 však začala mít zdravotní problémy zapříčiněné náročným shazováním váhy a boj o kvalifikaci na olympijských hrách v Riu předčasně vzdala. Od roku 2016 startuje v pololehké váze do 52 kg.

### Vítězství
- 2013 – 1× světový pohár (Abú Zabí)
- 2014 – 1× světový pohár (Čedžu)
- 2015 – 1× světový pohár (Tunis)
- 2017 – 2× světový pohár (Tunis, Tbilisi)
- 2018 – 1× světový pohár (Tbilisi)

## Výsledky
| Olympijské hry     |    | —   |    |    |     | — |     |     |    |  |  |  |  |  |  |  |  |  |  |  |  |  |  |  |  |  |  |
| Mistrovství světa  | —  |     | —  | 3. | úč. |   | 7.  | 3.  |    |  |  |  |  |  |  |  |  |  |  |  |  |  |  |  |  |  |  |
| Evropské hry       |    |     |    |    | —   |   |     |     | 3. |  |  |  |  |  |  |  |  |  |  |  |  |  |  |  |  |  |  |
| Mistrovství Evropy | —  | —   | —  | 2. | —   | — | úč. | úč. | 3. |  |  |  |  |  |  |  |  |  |  |  |  |  |  |  |  |  |  |
| ME do 23 let       | —  | —   | —  | —  | —   | — | —   |     |    |  |  |  |  |  |  |  |  |  |  |  |  |  |  |  |  |  |  |
| MS juniorů         | —  |     | 3. | 1. | —   |   |     |     |    |  |  |  |  |  |  |  |  |  |  |  |  |  |  |  |  |  |  |
| ME juniorů         | —  | úč. | 5. | —  | —   |   |     |     |    |  |  |  |  |  |  |  |  |  |  |  |  |  |  |  |  |  |  |
| MS dorostenců      | 3. |     |    |    |     |   |     |     |    |  |  |  |  |  |  |  |  |  |  |  |  |  |  |  |  |  |  |
| ME dorostenců      | 2. |     |    |    |     |   |     |     |    |  |  |  |  |  |  |  |  |  |  |  |  |  |  |  |  |  |  |